# 150-летие со дня рождения поэта А. С. Пушкина (1799—1837) (омнибусная серия марок)

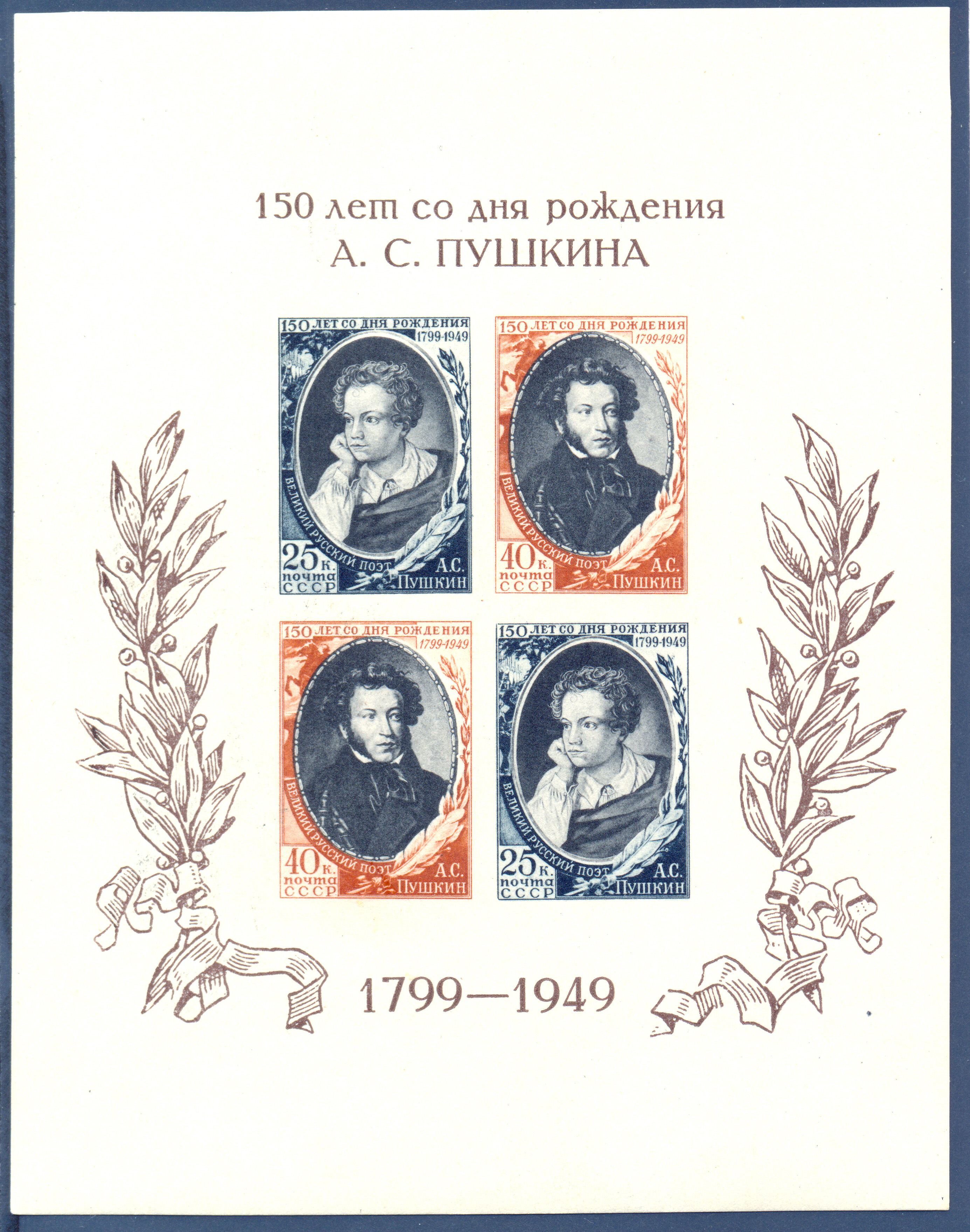
Блок из омнибусной серии. СССР, 1949

Тема литературы в филателии, посвящённая 
русскому поэту, драматургу и прозаику А. С. Пушкину (6 июня 1799 — 10 февраля 1837) или связанная с ним, настолько популярна, что появился даже специальный термин филателистическая Пушкиниана.
Марки филателистической Пушкинианы четырёх государств собраны в омнибусной серии 1949 года «150-летие со дня рождения поэта А. С. Пушкина (1799—1837)», понимаемой в широком смысле как «специальные выпуски по поводу важных событий, даже если заранее не предполагалось, что они будут иметь схожий рисунок».
Омнибусная серия «150-летие со дня рождения поэта А. С. Пушкина (1799—1837)» выпущена в 1949 году и состоит из эмиссий почтовых марок четырёх стран:
- Венгрии;
- Румынии;
- Союза Советских Социалистических Республик;
- Чехословакии.

Их список, упорядоченный по странам и затем по каталогу Михель, показан ниже. Номера, даты выпусков и названия марок взяты из каталога Михель, по которому омнибусная серия насчитывает 9 марок и 2 блока.

## Венгрия

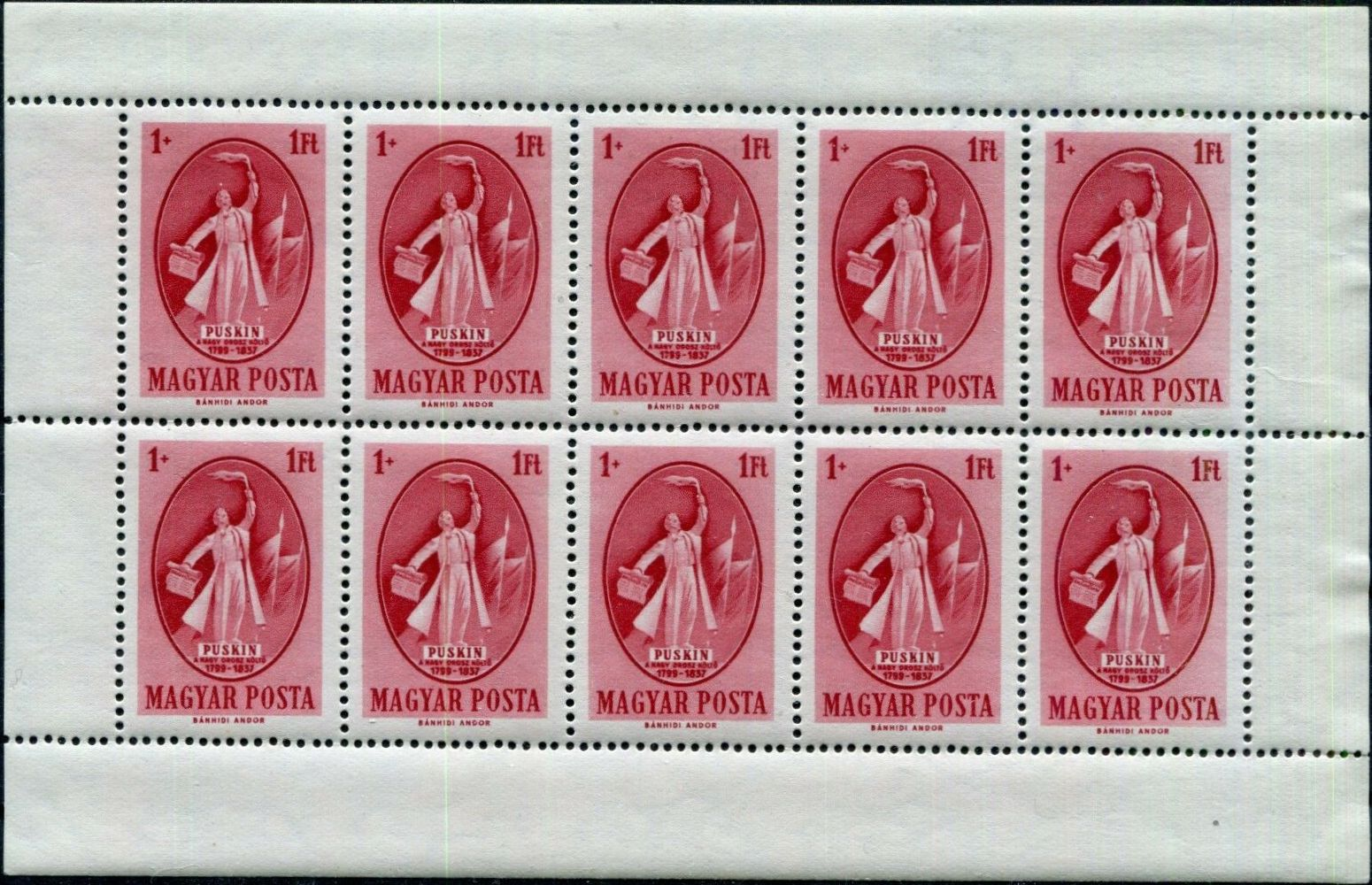
№ 1039 (1949-07-06). Малый лист

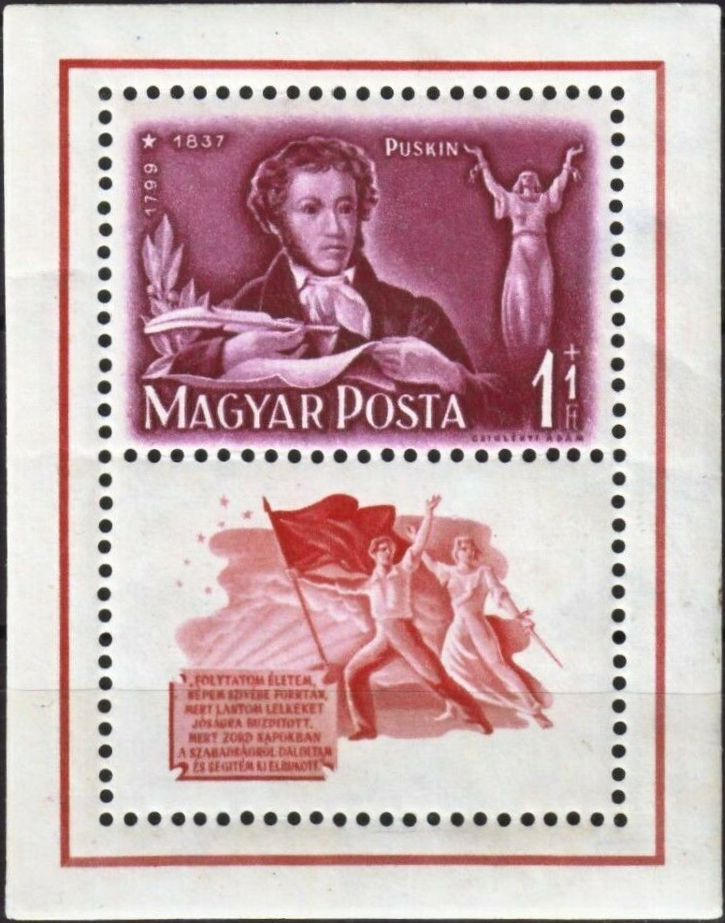
№ 1040 A Block 14A (1949-07-06). Блок
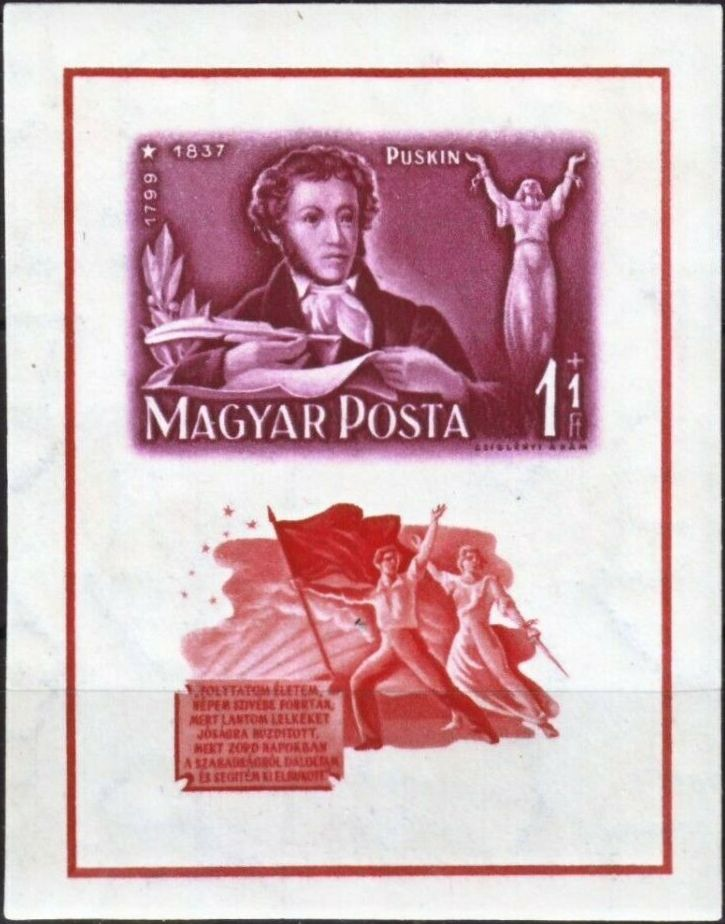
№ 1040 B Block 14B (1949-07-06). Блок

Венгрия выпустила серию из марки и блока 6 июня 1949 года. Художник марки Андор Банхиди (венг. Andor Bánhidy), художник блока Адам Циглени (венг. Ádám Cziglényi):
- марка Michel № 1039 — фигура Пушкина с горящим факелом в руке на фоне знамён. Часть тиража — малые листы по 10 марок;
- блок Michel № Block 14A—B — портрет А. С. Пушкина с гусиным пером. Справа — памятник Освобождения на горе Геллерт в Будапеште. На купоне под маркой — символическое изображение мужчины со знаменем и женщины, а также текст на венгерском языке из стихотворения Пушкина «Памятник», 1836.

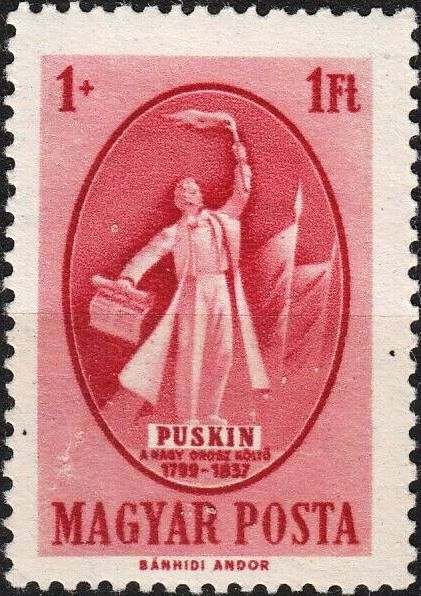
№ 1039 (1949-07-06). Александр Пушкин (1799-1837), русский поэт

- № 1039 (1949-07-06).
Малый лист

- № 1040 A Block 14A (1949-07-06).
Блок
- № 1040 B Block 14B (1949-07-06).
Блок

## Румыния
Румыния выпустила серию из двух марок одного рисунка, отличающихся цветом, 20 мая 1949 года. На марках изображён фрагмент поясного портрета А. С. Пушкина русского живописца В. А. Тропинина. Художник марки К. Мюллер.

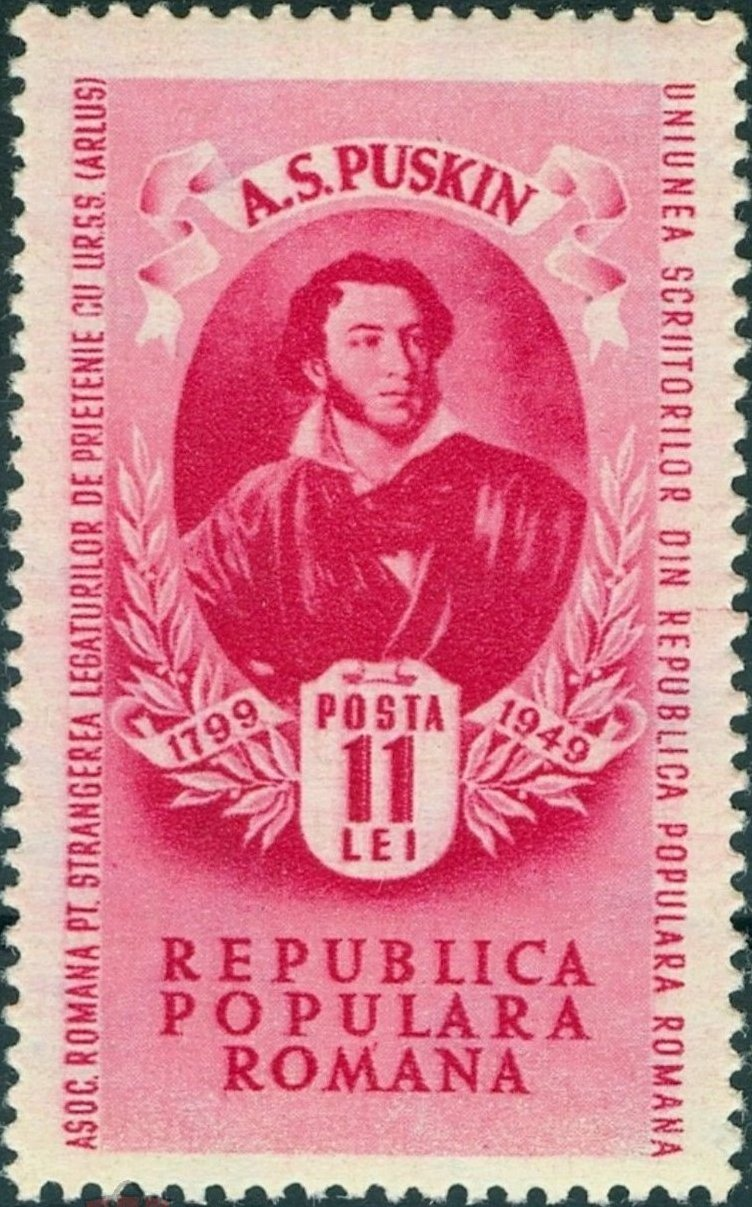
№ 1187 (1949-05-20). А. С. Пушкин, русский поэт
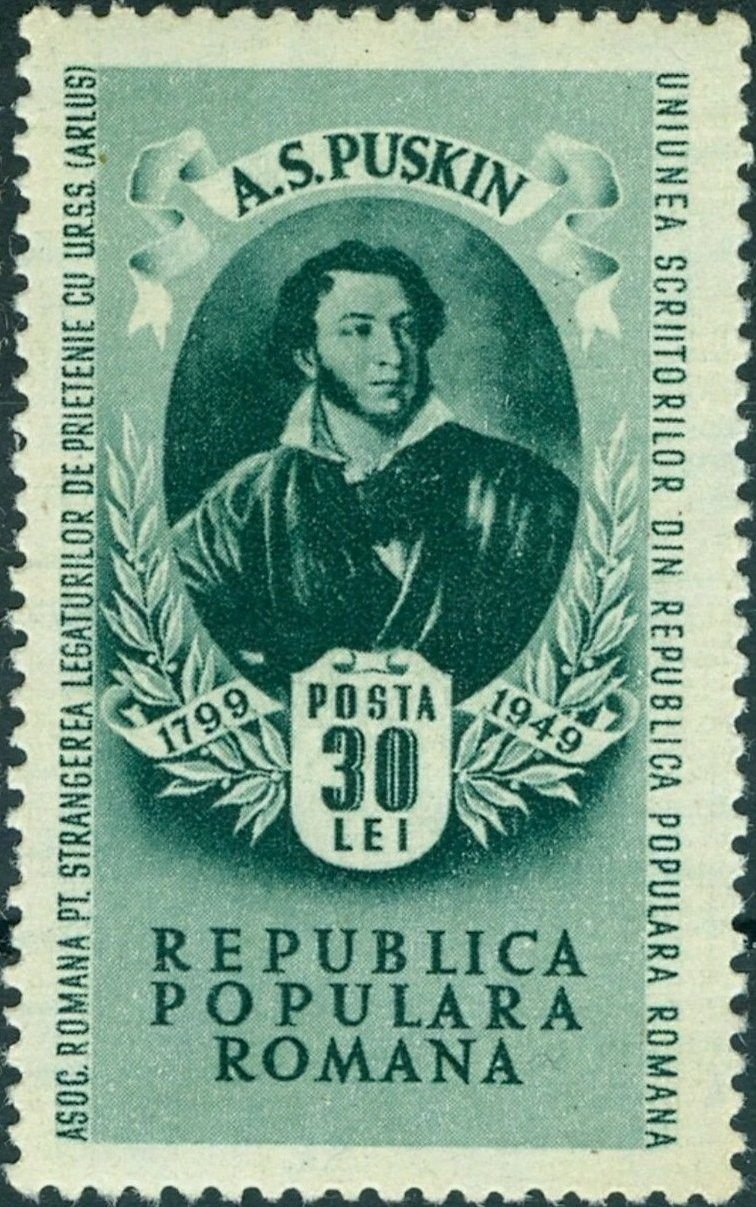
№ 1188 (1949-05-20). А. С. Пушкин, русский поэт

## Союз Советских Социалистических Республик

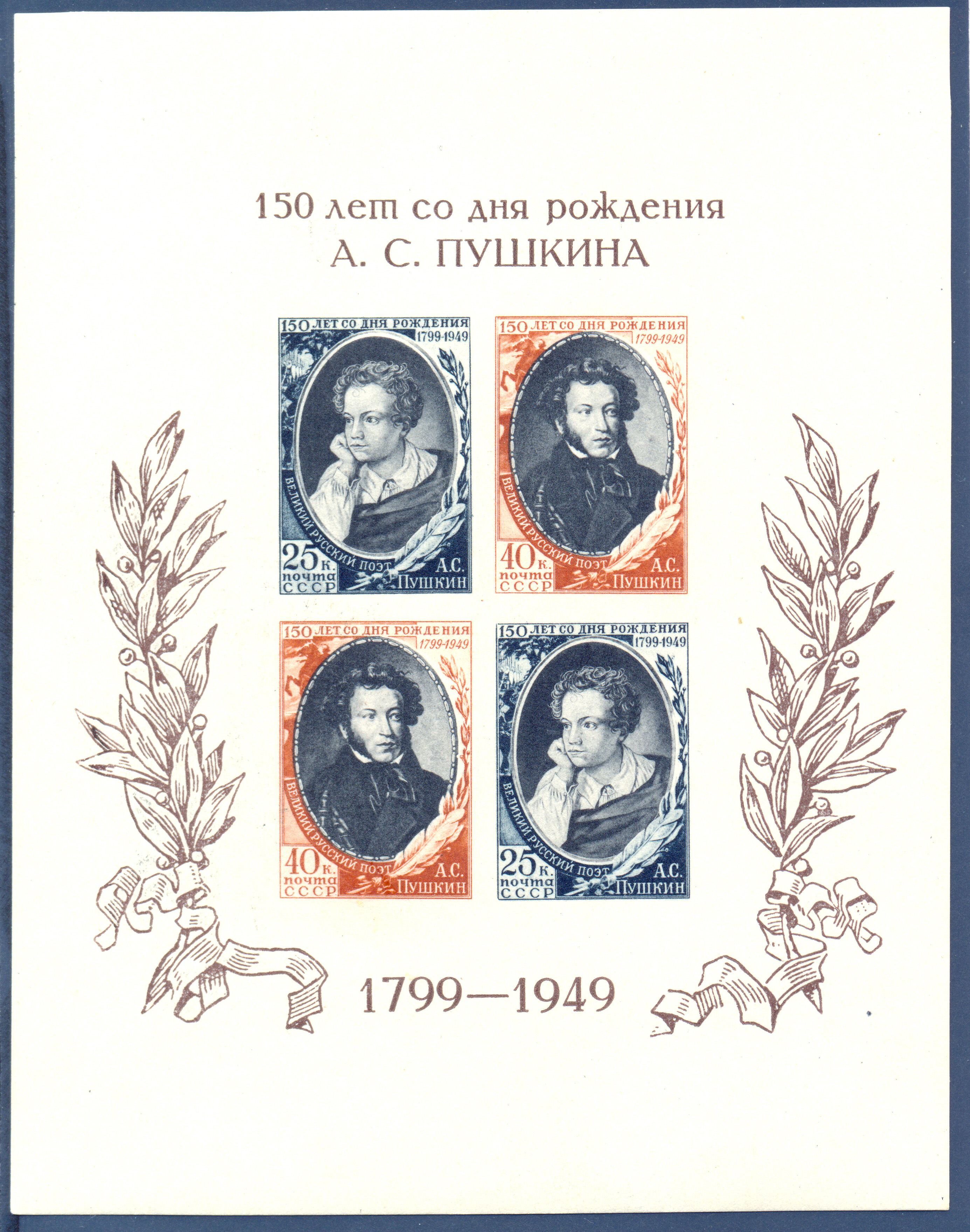
№ 1348 B, 1349 B, Block 12 (1949-07-20). Блок 2 × №№ 1348 B—1349 B

Союз Советских Социалистических Республик выпустил серию из пяти марок 6 июня и блока 20 июля 1949 года. Художник серии В. В. Завьялов:
- марки Michel №№ 1348 A, B — портрет А. С. Пушкина в период учёбы в Царскосельском лицее по гравюре Е. И. Гейтмана к первому изданию поэмы «Кавказский пленник», 1822. Слева вверху иллюстрация к прологу поэмы «Руслан и Людмила»;
- марки Michel №№ 1349 A, B — портрет А. С. Пушкина по картине О. А. Кипренского, 1827. Слева вверху иллюстрация к поэме «Медный всадник»;
- марки Michel №№ 1350 A, 1352 A  — выступление А. С. Пушкина среди членов Южного общества декабристов в селе Каменка в имении В. Л. Давыдова, фрагмент рисунка Д. Н. Кардовского. На купоне — заключительная строфа стихотворения «К Чаадаеву», 1818, факсимиле поэта;
- марка Michel № 1351 A — дом-музей А. С. Пушкина в селе Болдино (Нижегородская губерния). Слева вверху иллюстрация к поэме «Руслан и Людмила» (бой Руслана с Головой).

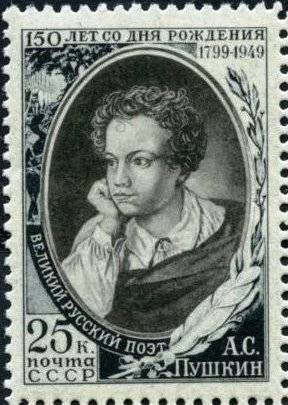
№ 1348 A (1949-06-06). Александр Пушкин (1799—1837), поэт
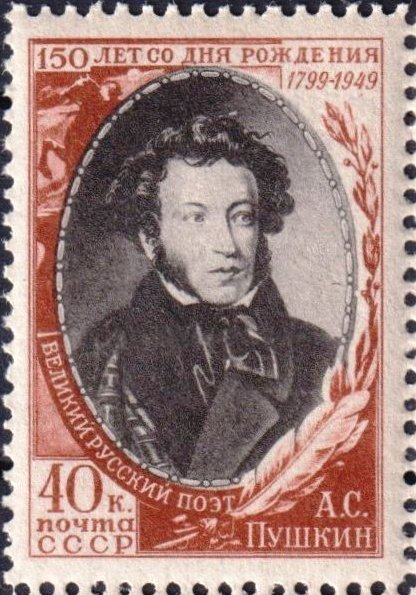
№ 1349 A (1949-06-06). Александр Пушкин

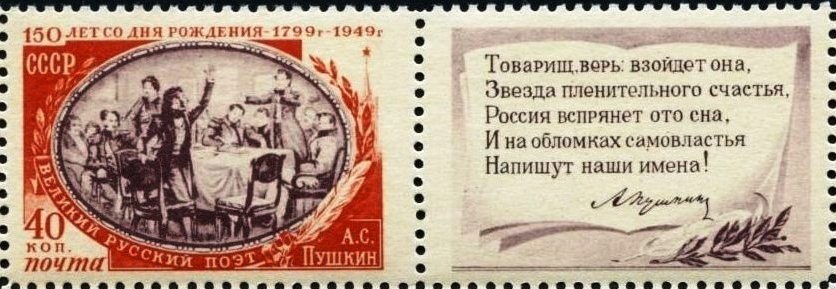
№ 1350 A (1949-06-06). Выступающий Пушкин. Купон
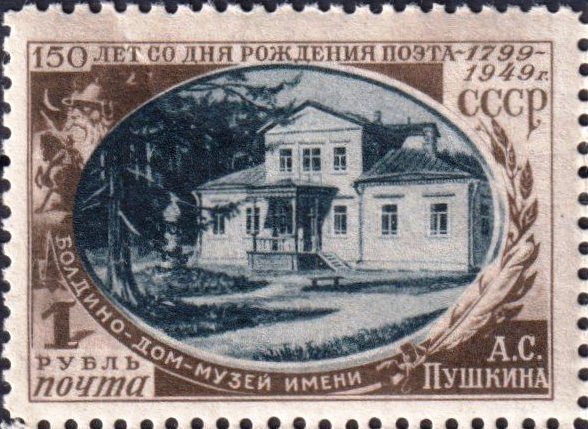
№ 1351 A (1949-06-06). Музей Пушкина, Болдино
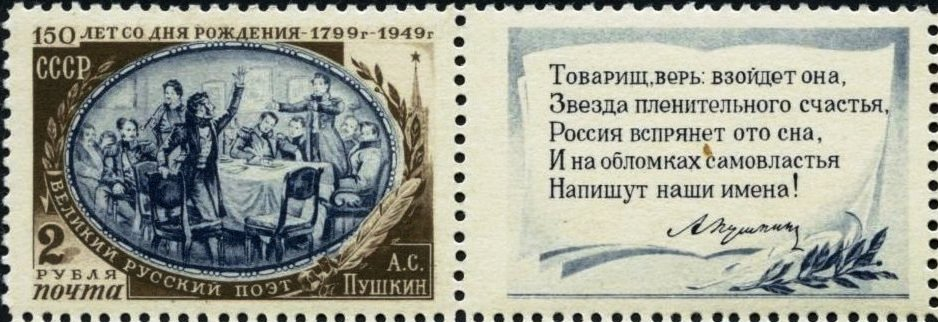
№ 1352 A (1949-06-06). Выступающий Пушкин. Купон

- № 1348 B, 1349 B, Block 12 (1949-07-20).
Блок 2 × №№ 1348 B—1349 B

## Чехословакия
Чехословакия выпустила одиночную марку с портретом А. С. Пушкина (профиль влево) 6 июня 1949 года. Художник К. Сволинский, гравёр Я. Мрачек.

№ 580 (1949-07-06). Александр Пушкин (1799-1837), русский поэт